# Mateus Carrieri
Mateus Roberto Carrieri (ur. 19 lutego 1967 w São Paulo) – brazylijski aktor, występujący także w filmach pornograficznych.

## Życiorys

### Wczesne lata
Urodzony w São Paulo w dzielnicy Brás jako syn włoskich imigrantów, większość dzieciństwa zamieszkiwał i dorastał w dzielnicy Mooca. Jego dziadek urodził się w Polignano a Mare. Jako dziecko marzył, że zostanie w przyszłości paleontologiem. Po raz pierwszy pojawił się na małym ekranie w reklamie produktów dla niemowląt Johnson's Baby (Johnson & Johnson). Po ukończeniu Colégio Paes de Barros przy Universidade Capital, pracował dziesięć lat jako nauczyciel wychowania fizycznego.

### Kariera
Swoją karierę artystyczną rozpoczął w wieku siedmiu lat od udziału w telewizyjnym programie niedzielnym Sílvio Santosa Dobranoc, Kopciuszku (Boa Noite, Cinderela, 1974) jako książę. Występował potem gościnnie w telenowelach: Co dzień, miłość (Um Dia, O Amor, 1975), Serdeczny ojciec (Papai Coração, 1976) i Sześć (Éramos Seis, 1977) jako Lúcio.
Po występie w serialu Miłość z miłością opłaconą (Amor com Amor Se Paga, 1984), znalazł się w obsadzie telenowel Globe: Salome (Salomé, 1991) i Vira Lata (1996) oraz wystąpił w reklamie Caderneta de Poupança (1986) i czterech odcinkach programu Rede Globo de Televisão Ty rozstrzygniesz (Você Decide, 1992, 1996, 1995, 1997).
W czwartym sezonie telenoweli Chiquititas (1998) zagrał postać Miguela. Nagrał teledysk do piosenki „Nervos de aço” (2001).
Występował także na scenie w musicalu Hair oraz sztukach: Tennessee Williamsa Tramwaj zwany pożądaniem (Um bonde chamado desejo), George’a Bernarda Shawa Pigmalion (Pigmaleão, 1993), Um Bonde Chamado Desejo (1997), Camila Baker (1999), Replay (2000), Querelle (2001), Wizja albakora (O Vision Voador, 2001), Boeing Boeing (2002), Bar nocny (O Bar da Noite, 2004), Kochanek mojego męża (O Amante do Meu Marido, 2007) w Theater Ruth Escobar w São Paulo, Dobre dla ciebie! (Coisa boa pra você!, 2008) w Teatro Ruth Escobar w São Paulo i komedii Kwartet w Rir Maior (Quarteto em Rir Maior, 2008).
W 2001 znalazł się wśród uczestników pierwszej edycji reality show Dom Artystów (Casa dos Artistas). Czterokrotnie pojawił się na łamach kontrowersyjnego czasopisma dla gejów „G Magazine” (1997, 2000), raz ze swoim synem Kaíke (2004), innym razem z Alexandre Frotą (2006).
W 2006 wystąpił w filmie pornograficznym zrealizowanym przez Brasileirinhas Salonik (Clube Privê), pornograficznej wersji filmu Stanleya Kubricka Oczy szeroko zamknięte z Tomem Cruise i Nicole Kidman. Później pojawił się w kolejnych produkcjach Brasileirinhas: Cesarz (O Imperador, 2007) jako rzymski cesarz, który kocha orgie i bankiety, Ogniste i niebezpieczne (Fogosas e Perigosas, 2007) jako mechanik samochodowy oraz 69 tygodni seksu (69 Semanas De Sexo, 2008) ze scenami z filmu 9 1/2 tygodnia z Kim Basinger i Mickeyem Rourke.
Dorabiał jako DJ. W 2014 r. powrócił na szklany ekran jako Luis w telenoweli Chiquititas.
W 2017 na scenie Teatro Jaraguá w São Paulo zagrał delegata Renato w przedstawieniu Lili Carabina. Pod koniec 2020 przyjął zaproszenie do udziału w reality show A Fazenda.

## Życie prywatne
W latach 1983–1985 jego pierwszą żoną była koleżanka ze studiów. Mając szesnaście lat został po raz pierwszy ojcem syna Kaíke (ur. 7 czerwca 1984), nauczyciela wychowania fizycznego. Był żonaty z konsultantką finansową Andréą Agulhą (ur. 1973).
W maju 2000 zdiagnozowano u niego raka gardła i usunął złośliwego guza na tarczycy; jego podporą byli aktorzy – Raul Gazolla i Cláudio Fontana.
W styczniu 2004 ożenił się z Kelly Sontag. Jednak doszło do rozwodu. Mają córki Annę Chiarę (ur. 14 lutego 2006) i Annę Francescę (ur. 21 maja 2007), która zmieniła płeć na chłopca Domênico „Nico”.
22 października 2021 poślubił Day Ribeiro.

## Filmografia

### filmy fabularne
- 1998: Magiczna godzina (A Hora Mágica)

### telenowele
- 1975: Co dzień, miłość (Um Dia, O Amor) jako Bio
- 1976: Serdeczny ojciec (Papai Coração)
- 1977: Sześć (Éramos Seis) jako Lúcio (w młodości)
- 1980: Bardzo specyficzny człowiek (Um Homem Muito Especial)
- 1981: Imigranci (Os Imigrantes) jako Francisco
- 1982: Mistrz (Campeão) jako Edson
- 1982: Imigranci – trzecie pokolenie (Os Imigrantes – Terceira Geração)
- 1983: Fernando da Gata
- 1984: Santa Marta Fabril
- 1984: Marquesa de Santos
- 1984: Miłość z miłością opłaconą (Amor com Amor Se Paga) jako João Paulo
- 1985: Gra miłości (Jogo do Amor) jako Gílson
- 1985: De Quina pra Lua jako André
- 1991: Salome (Salomé) jako Ruggero
- 1996: Vira Lata jako Fred
- 1996: Siostra Catarina (Irmã Catarina)
- 1998: Chiquititas jako Miguel
- 1998: Płonąca gwiazda (Estrela de Fogo) jako Lucas
- 1999: Szalona namiętność (Louca Paixão jako Pedrão
- 2007: Bofe de Elite TV-Rede Record jako kapitan Mateus
- 2008–2010: Uma Escolinha Muito Louca jako Raul Pitbull
- 2011: Miłość i rewolucja (Amor e Revolução) jako Roberto
- 2014: Chiquititas jako Luis (Pai de Clarita)

### filmy krótkometrażowe
- 2000: Meu BMW Vermelho

### filmy erotyczne
- 2006: Salonik (Clube Privê)
- 2007: Ogniste i niebezpieczne (Fogosas e Perigosas)
- 2007: Cesarz (O Imperador)
- 2008: Playboy (O Sedutor)
- 2008: 69 tygodni seksu (69 Semanas De Sexo)
- 2009: Król kobiet (O Rei das Mulheres)

### reality show/programy TV
- 1992: Ty rozstrzygniesz (Você Decide)
- 1995: Ty rozstrzygniesz (Você Decide)
- 1996: Ty rozstrzygniesz (Você Decide)
- 1997: Ty rozstrzygniesz (Você Decide)
- 2001: Dom Artystów (Casa dos Artistas)
- 2007: Numer kontroli (Sem Controle)

### Teatr
| Rok  | Tytuł                    |
| ---- | ------------------------ |
| 1993 | Pigmalion                |
| 1993 | Hair                     |
| 1997 | Tramwaj zwany pożądaniem |
| 1999 | Camila Baker             |
| 2000 | Replay                   |
| 2001 | Querelle                 |
| 2001 | O Vision Voador          |
| 2002 | Boeing Boeing            |
| 2004 | Bar da Noite             |
| 2005 | 2/4 de Motel             |
| 2007 | O Amante do Meu Marido   |
| 2008 | Quarteto em Rir Maior    |
| 2009 | Coisa Boa Pra Você!      |
| 2011 | O Brilhante Mágico       |
| 2017 | Lili Carabina            |
| 2019 | O Vendedor de Sonhos     |